# Khalil al-Hayya
Khalil al-Hayya (árabe : خليل الحية; nacido el 5 de noviembre de 1960) es un político palestino que se desempeña como uno de los líderes interinos del buró político de Hamás, junto con Khaled Mashal, Zaher Jabarin y Muhammad Ismail Darwish, tras la muerte de Yahya Sinwar por parte de las Fuerzas de Defensa de Israel (FDI) en octubre de 2024. Anteriormente fungió como vicepresidente de la organización desde agosto de 2024, sucediendo al fallecido Saleh al-Arouri. Además forma parte del Consejo Legislativo Palestino desde enero de 2006 como representante de la ciudad de Gaza.

## Primeros años y educación
Al-Hayya obtuvo su licenciatura en Artes (BA) de la Universidad Islámica de Gaza, su Maestría en Artes (MA) en Hadiz de la Universidad de Jordania y su Doctorado en Filosofía (PhD) de la Universidad del Sagrado Corán y Ciencias Islámicas. Se unió a Hamás tras finalizar su licenciatura, durante la Primera Intifada, mientras trabajaba a tiempo parcial como profesor.

## Carrera política
Al-Hayya ha sido un funcionario de Hamás durante décadas. Se le consideraba un estrecho colaborador del exlíder de Hamás, Yahya Sinwar, y se le ha descrito como una de las pocas personas en las que Sinwar «sentía que podía confiar».
Tras las elecciones legislativas palestinas de 2006, Al-Hayya condenó al presidente de la Autoridad Palestina, Mahmoud Abbas, durante una manifestación en la ciudad de Gaza, acusándolo de iniciar una «guerra contra Dios y Hamás» en el contexto de la creciente violencia entre ambas facciones. En su intervención, declaró que Hamás no aceptaría un referéndum ni nuevas elecciones, reafirmando su mandato parlamentario tras su victoria electoral.
En noviembre de 2019, al-Hayya y Rouhi Mushtaha encabezaron una delegación que partió desde Franja de Gaza para visitar varios países, incluidos Turquía y el Líbano. Antes de esto, la delegación se reunió con funcionarios de inteligencia egipcios en El Cairo.
Al-Hayya también ha liderado las conversaciones de reconciliación con Fatah, el principal rival de Hamás. En enero de 2022, visitó Argelia junto con Husam Badran para participar en las negociaciones de reconciliación intrapalestina entre Hamás y Fatah, a invitación del presidente argelino Abdelmadjid Tebboune.
En octubre de 2022, al-Hayya anunció que él y representantes de otras facciones palestinas mantuvieron una reunión «histórica» con el presidente sirio Bashar al-Assad en Damasco, lo que constituyó el primer encuentro de este tipo en una década. Al-Hayya afirmó que durante el encuentro se acordó poner fin a la ruptura entre Hamás y Siria, la cual se había originado cuando Hamás se negó a respaldar al régimen de Assad durante la guerra civil siria. Expresó su pesar por cualquier «acción equivocada» adoptada contra Siria en el pasado y destacó la importancia de la reunión para relanzar los esfuerzos entre ambas naciones. Al-Hayya destacó el apoyo histórico de Siria a la causa palestina y subrayó que el presidente Assad reafirmó el compromiso de su país con la «resistencia palestina».
Al-Hayya representó a la organización Hamás en las negociaciones con Israel para un acuerdo de rehenes y un alto al fuego durante la guerra entre ambos países. Tras el asesinato de Yahya Sinwar en octubre de 2024, al-Hayya estuvo considerado como candidato potencial para sucederlo como jefe de la oficina política de Hamás.
Según informaciones registradas y revisadas por The New York Times, revelaron que en julio de 2023, al-Hayya discutió los planes del ataque liderado por Hamás el 7 de octubre contra Israel con un alto comandante iraní llamado Mohamed Said Izadi, que forma parte del Cuerpo de la Guardia Revolucionaria Islámica de Irán, quien tenía su base en el Líbano. Las actas indicaron que al-Hayya informó a Izadi que Hamás necesitaba asistencia para atacar sitios sensibles durante la fase inicial del ataque.

## Posiciones
En 2009, se pronunció sobre medidas coercitivas como la obligación de que las abogadas usen hiyab y la prohibición de contacto físico en público, declarando: «Ni el gobierno ni Hamás han tomado ninguna decisión respecto a esas órdenes. Somos un movimiento de resistencia islámico que jamás obligará a nadie contra su voluntad».
En 2011, solicitó a las Naciones Unidas que reconocieran a Palestina dentro de sus fronteras anteriores a 1948.
Al-Hayya afirmó que Hamás atacó a Israel porque era necesario «cambiar toda la ecuación y no limitarse a un simple enfrentamiento». Añadió: «Logramos poner la cuestión palestina nuevamente sobre la mesa, y ahora nadie en la región está experimentando calma». En declaraciones al New York Times, dijo que el objetivo de Hamás no era solo «gobernar Gaza y llevarle agua y electricidad», sino renovar la atención sobre la causa palestina, y dijo que Hamás comenzó el 7 de octubre a decirle a la gente que la causa palestina no moriría.
En abril de 2024, declaró que Hamás aceptaría un alto el fuego con Israel, se dispondría las armas y se transformaría en un partido político, siempre y cuando se estableciera un Estado palestino independiente dentro de las fronteras previas a 1967. También aclaró que el Estado palestino propuesto requeriría el «retorno de los refugiados palestinos».
En octubre de 2024, tras el asesinato de Yahya Sinwar por parte de la FDI, al-Hayya dijo que «Hamás está avanzando hasta el establecimiento del Estado palestino en todo el suelo palestino con Jerusalén como su capital».

## Vida personal
Se ha informado que entre siete u ocho familiares de al-Hayya, incluidos dos de sus hermanos, murieron en ataques israelíes contra su casa en 2007, en un intento fallido de asesinato en su contra. Posteriormente uno de sus hijos murió en un ataque aéreo israelí en 2008 mientras dirigía una brigada de cohetes. En 2014, otro hijo suyo, una nuera y un nieto fallecieron en un ataque aéreo contra su casa durante la Guerra de Gaza de ese año.